# Communauté rurale de Niakhar
La communauté rurale de Niakhar est une communauté rurale du Sénégal située à l'ouest du pays, à environ 120 km à l'est-sud-est de Dakar, sur la route reliant Fatick à Bambey.
Elle fait partie de l'arrondissement de Niakhar, du département de Fatick et de la région de Fatick.
Lors du dernier recensement, la CR comptait 23 654 personnes et 2 676 ménages.
Son chef-lieu est Niakhar.